# Yana (site préhistorique)
Pour les articles homonymes, voir Yana.
Le site préhistorique de Yana est un site archéologique du Paléolithique supérieur situé près du cours inférieur de la rivière Yana, dans le nord-est de la Sibérie, en Russie, au nord du cercle polaire arctique. Il a été découvert en 2001, grâce au dégel et à l'érosion qui ont révélé des ossements animaux et des artéfacts. Le site présente une couche archéologique bien préservée par le froid, et comprend des milliers d'os d'animaux et d'artéfacts en pierre, en os ou en ivoire, qui témoignent d'une occupation durable et d'un niveau de développement technique relativement élevé. Avec un âge estimé à environ 32 000 ans avant le présent (AP), le site fournit les plus anciennes traces archéologiques de la présence humaine dans cette région ainsi qu'au nord du cercle polaire arctique. Les hommes y ont survécu à des conditions extrêmes et chassé un large éventail d'animaux avant le début du dernier maximum glaciaire. Le site de Yana a également livré des preuves claires de la chasse du mammouth par l'Homme.
Une étude génétique de 2019 a montré que les dents fossiles de deux jeunes hommes découvertes sur le site représentent une lignée génétique distincte, appelée « Anciens Sibériens du Nord » (ASN), proche des anciens chasseurs-cueilleurs d'Eurasie occidentale.

## Historique
En 1993, le géologue russe Mikhail Dachtzeren a trouvé une pointe de lance fabriquée à partir de la corne d'un rhinocéros laineux le long de la rivière Yana. La découverte a été faite à la suite du dégel et de l'érosion, qui ont exposé des artéfacts et ossements d'animaux à proximité du site. À la suite de cette trouvaille, le site du Paléolithique supérieur désormais connu sous le nom de Yana a été découvert en 2001 par l'archéologue Vladimir Pitulko et son équipe. Les fouilles ont commencé en 2002.

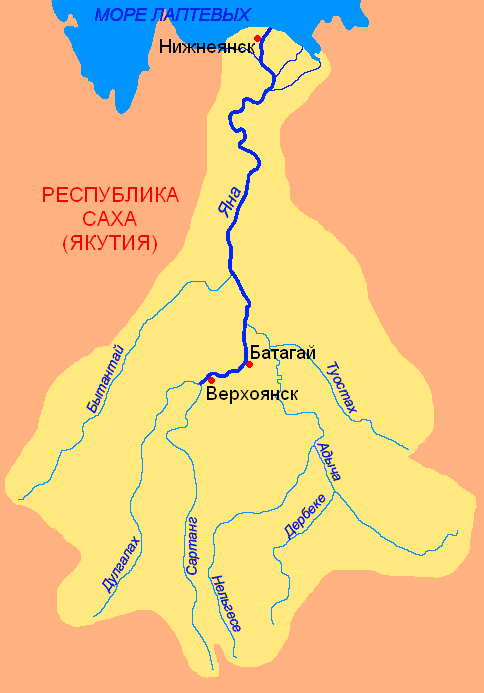
La rivière Yana

## Situation
Le site de Yana est situé sur une terrasse alluviale près de la rive gauche de la rivière Yana, au nord du cercle polaire arctique, à environ 100 km au sud de l'embouchure actuelle du fleuve, dans la république de Sakha (Yakoutie). Il est situé à l'extrême ouest de la plaine côtière, entre la rivière Yana à l'ouest et la rivière Kolyma à l'est.

## Description
Le site consiste en un ensemble de locus à peu près contemporains, séparés par quelques dizaines ou centaines de mètres, sur une superficie de plus de 3 500 m2 ,. La couche archéologique est bien conservée dans trois de ces locus (Point Nord, Yana B et Tums1). Trois autres locus (Point Amont, ASN et Point Sud) n'ont livré que des vestiges en surface. À un autre endroit, maintenant connu sous le nom de « Yana Accumulation massive d'os de Mammouth » (YAMOM), plus de 1 000 os de mammouths ont été découverts en 2008 par des chasseurs d'ivoire.
Locus de Yana ,
| Locus       | Dates de fouille |
| ----------- | ---------------- |
| ASN         | 2001—2002        |
| TUMS-1      | 2002             |
| Point Nord  | 2002—2009        |
| Yana-B      | 2003, 2004, 2008 |
| Point Sud   | 2002—2004, 2008  |
| Point Amont | 2004—2006        |
| YAMOM       | 2008—2014        |

## Datation
Le site a été daté par le carbone 14 d'environ 32 000 ans avant le présent (AP), c'est-à-dire avant le début du stade isotopique 2 qui inclut le dernier maximum glaciaire, et plus de deux fois l'âge du plus ancien établissement humain connu en Arctique jusque-là. Au moment du dernier maximum glaciaire, il y a environ 21 000 ans, toute trace humaine avait disparu sur le site de Yana.

## Vestiges de faune

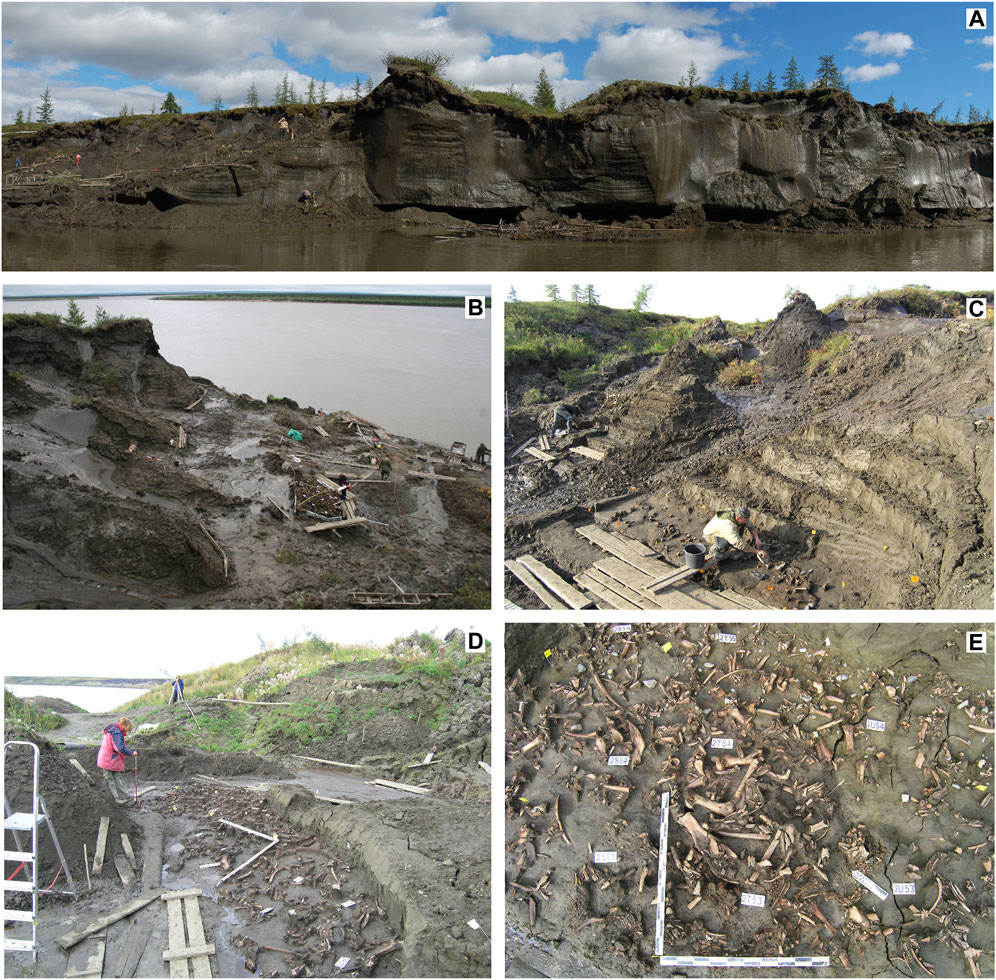
Fouille du secteur de Northern Point (NP) sur le site de Yana

De la couche archéologique exposée, des milliers d'ossements d'animaux ont été extraits, provenant d'une grande variété d'espèces, dont beaucoup sont maintenant éteintes. Les espèces comprennent le Rhinocéros laineux (Coelodonta antiquitatis), le Mammouth laineux (Mammuthus primigenius), le Lièvre du Pléistocène (Lepus tanaiticus), le Bison des steppes (Bison priscus), le Cheval (Equus ferus caballus), le Bœuf musqué (Ovibos moschatus), le Loup (Canis lupus), le Renard polaire (Vulpes lagopus), l'Ours brun (Ursus arctos), le Lion des cavernes eurasiatique (Panthera spelaea), le Carcajou (Gulo gulo), le Lagopède alpin (Lagopus mutus hyperboreus) et le Renne (Rangifer tarandus) ; ce dernier était probablement le principal gibier à cette époque,,. Il existe des preuves directes de la chasse au bison des steppes, au renne et à l'ours brun sur le site. Les restes fauniques suggèrent que les occupants de ce site avaient un régime alimentaire diversifié.
Certains animaux étaient probablement chassés pour leur fourrure. Par exemple, les squelettes de lièvre sont entièrement articulés et ont probablement été piégés pour leurs peaux, qui sont légères et chaudes, plutôt que pour leur viande,.
Jusqu'en 2008, un nombre étonnamment faible d'os de mammouths avaient été trouvés sur le site, par rapport au nombre énorme d'os d'autres mammifères, ce qui avait laissé penser que les mammouths jouaient un rôle limité dans la stratégie de subsistance des humains sur le site, et avaient été non pas chassés mais plutôt charognés pour récupérer l'ivoire et les os, qui ont ensuite été utilisés pour fabriquer des outils et comme matériaux de construction,,. Cette interprétation a été révisée lorsque des chasseurs d'ivoire ont découvert un locus supplémentaire à proximité, à un endroit maintenant connu sous le nom de « Yana Accumulation de masse d'os de Mammouth » (YAMOM), contenant plus de 1 000 os de mammouth représentant au moins 26 individus, et rassemblés par type. Dans le locus YAMOM, plus de 95 % des restes fauniques sont des mammouths, contre environ 50 % à Yana-B et seulement 3,3 % à Point Nord. Des études récentes suggèrent qu'il existe des preuves convaincantes de la chasse sporadique au mammouth, peut-être toutes les quelques années, ce qui est peut-être la plus ancienne preuve sans ambiguïté de la chasse au mammouth par l'Homme. Il est probable que l'obtention de viande de mammouth n'était pas le but principal de la chasse au mammouth sur ce site. Les mammouths étaient plutôt chassés pour l'ivoire et les os à utiliser comme matériaux de construction, outils et combustible. Il a été suggéré que les occupants de Yana chassaient sélectivement des mammouths femelles adolescentes et jeunes adultes avec des défenses d'une taille et d'une forme particulières, facilitant la fabrication de meilleures armes de chasse.
En 2024 un mammouth femelle presque parfaitement conserver est découvert près de la rivière Yana. Cet individu encore jeune serait âgé d'un an, et sa mort remontrait à 50000 mille ans. D'un poids d'une centaine de kilos, pour 1,2m de haut et 2 de long, l'animal était enseveli dans le cratère de Batagaika.

## Vestiges archéologiques
L'industrie lithique de Yana est à base d'éclats, utilisant une technique de taille simple. Les lames sont rares et les microlames sont absentes. Les grands outils sont pour la plupart unifaciaux ou des bifaces incomplets. Parmi les milliers d'outils lithiques du site, aucune arme de chasse en pierre n'a été découverte. Les armes de chasse semblent en fait avoir été fabriquées à partir d'os et d'ivoire. Cependant, une variété d'autres outils en pierre ont été trouvés sur le site, notamment des outils de découpe, des grattoirs, des outils à usage de ciseaux et une pierre à usage de marteau.
Les matières organiques ont été bien préservées grâce au pergélisol. Environ 2 500 artéfacts en os et en ivoire ont été découverts sur le site entre 2002 et 2016. Il s'agit notamment d'une pointe en corne de rhinocéros et de deux pointes en ivoire de mammouth, qui peuvent avoir été redressées avec un outillage lithique, combiné à du chauffage ou de la fumigation,. Certains auteurs ont rapproché les pointes de Yana de celles de la culture Clovis ; elles seraient les plus anciens exemples de pointes osseuses bi-biseautées, et le seul exemple trouvé à ce jour en dehors des Amériques. On a également trouvé sur le site de nombreux ustensiles en ivoire, des pointes en os et en ivoire, des aiguilles en os, un poinçon en os de loup, des ornements et parures personnelles, et des armes de chasse.
Des matériaux non présents localement, tels que l'ambre, ont été utilisés pour fabriquer des ornements tels que des pendentifs, suggérant une grande mobilité ou des réseaux d'échange étendus.
Plus de 1 500 perles, dont certaines peintes à l'ocre rouge, ont été découvertes sur le site. Il s'agit notamment de perles arrondies en ivoire de mammouth et de perles tubulaires en os de lièvre. Des pendentifs ont été trouvés fabriqués à partir de dents de rennes et d'incisives d'herbivores, et parfois de canines de carnivores, ou plus rarement de matériaux comme l'ambre, ainsi qu'un spécimen fabriqué à partir d'anthraxolite en forme de tête de cheval ou de mammouth. On a également trouvé des ornements de coiffure en ivoire. Les objets tridimensionnels sont moins courants, mais comprennent 19 figurines d'animaux en bois de cerf, probablement destinées à représenter des mammouths, trois récipients en ivoire ornés et deux défenses de mammouth gravées de dessins peut-être de chasseurs ou de danseurs.

## Analyse
Le nombre et la densité des découvertes indiquent une occupation humaine durable du site, et montrent un haut niveau de développement culturel et technique, qui ne peut être attribué qu'à Homo sapiens.
Les archéologues ont noté des similitudes entre l'assemblage de Yana et la culture Clovis plus tardive d'Amérique du Nord, en particulier leurs industries lithiques respectives et leurs pointes de lance distinctives,.

## Génétique
Des dents humaines, datées de 31 630 ans AP, ont été trouvées sur le site, dans le locus de Point Nord. Dans une étude génétique publiée en 2019, l'ADN extrait de deux de ces dents, provenant de deux hommes non apparentés, s'est avéré représenter une lignée génétique distincte des lignées connues jusqu'alors, et qui peut être modélisée comme un mélange d'Eurasie occidentale ancien avec une contribution d'environ 22 % des anciens Asiatiques de l'Est. Les chercheurs ont dénommé cette lignée Anciens Sibériens du Nord (ASN, en anglais ANS), et pensent qu'elle s'est formée il y a environ 38 000 ans.
L'étude soutient que le garçon de Malta-Buret (MB-1) peut être modélisé comme un descendant de la lignée ASN, avec une contribution mineure d'une autre lignée ancestralement liée aux chasseurs-cueilleurs du Caucase (CCC, en anglais CHG). L'étude révèle également que le paléo-sibérien ancien de Kolyma (Kolyma-1) peut être modélisé comme un mélange d'ascendance est-asiatique et ASN, similaire à celle trouvée chez les Amérindiens, mais avec une contribution plus importante (75 %) d'ascendance est-asiatique. Les deux individus du site de Yana appartenaient à l'haplogroupe mitochondrial U et à l'haplogroupe P1 du chromosome Y . Il s'agit à ce jour du matériel génétique humain le plus ancien trouvé en Sibérie du Nord.